# Административно деление на Армения
Към 1 януари 2019 г. в административно-териториално отношение Армения се дели на:
- области – 10 броя (на арменски: մարզ – марз), които от своя страна включват градски и селски общини;
- административни райони – 55 броя, в т.ч. 13 района с републиканско подчинение;
- градове – 50 броя, в т.ч. 1 град с републиканско подчинение (Ереван), обособен със специален административен статут[1] и 49 града с областно подчинение
- селища от градски тип – няма.

| №  | Област     | Столица    | Площ (km²) | Население (2011 г.) | Други градове                                                | Карта на Република Армения                   |
| -- | ---------- | ---------- | ---------- | ------------------- | ------------------------------------------------------------ | -------------------------------------------- |
| 1  | Арагацотн  | Аштарак    | 2756       | 132 925             | Апаран, Талин                                                | Административно деление на Република Армения |
| 2  | Арарат     | Арташат    | 2096       | 260 367             | Арарат, Веди, Масис                                          | Административно деление на Република Армения |
| 3  | Армавир    | Армавир    | 1242       | 265 770             | Вагаршапат, Мецамор                                          | Административно деление на Република Армения |
| 4  | Гегаркуник | Гавар      | 5349       | 235 075             | Варденис, Мартуни, Севан, Чамбарак                           | Административно деление на Република Армения |
| 5  | Котайк     | Раздан     | 2680       | 254 397             | Абовян, Бюрегаван, Егвард, Нор Ачин, Цахкадзор, Чаренцаван   | Административно деление на Република Армения |
| 6  | Лори       | Ванадзор   | 3799       | 235 537             | Алаверди, Ахтала, Спитак, Степанаван, Ташир, Туманян, Шамлуг | Административно деление на Република Армения |
| 7  | Ширак      | Гюмри      | 2681       | 251 941             | Артик, Маралик                                               | Административно деление на Република Армения |
| 8  | Сюник      | Капан      | 4506       | 141 771             | Агарак, Горис, Дастакерт, Каджаран, Мегри, Сисиан            | Административно деление на Република Армения |
| 9  | Тавуш      | Иджеван    | 2704       | 128 609             | Айрум, Берд, Дилиджан, Ноемберян                             | Административно деление на Република Армения |
| 10 | Вайоц Дзор | Ехегнадзор | 2406       | 52 324              | Вайк, Джермук                                                | Административно деление на Република Армения |
| №  | Град       |            |            |                     |                                                              | Административно деление на Република Армения |
| 11 | Ереван     | -          | 223        | 1 060 100           | Нубарашен                                                    | Административно деление на Република Армения |
|    | Общо       |            | 29 743     | 2 998 577           |                                                              | Административно деление на Република Армения |

## Историческа справка
Арменската ССР е образувана на 29 ноември 1920 г. На 12 март 1922 г. влиза в състава на Заквказката СФСР, а на 30 декември същата година в състава на СССР, като административна единица на ЗСФСР. На 5 декември 1936 г. ЗСФСР е закрита и Арменската ССР влиза като пълноправен член в състава на СССР.
През 1920-те години Арменската ССР се дели на уезди (области, през 1928 г. те са били 10 броя). През 1929 г. републиката е разделена на 5 окръга (Еривански, Зангезурски, Ленинакански, Лорийски и Севански), които от своя страна се делят на райони. Само след година окръзите са закрити и всичките им райони преминават под непосредствено републиканско подчинение. През годините числото на районите се е колебало в пределите 26 – 36. През януари 1952 г. Арменската ССР отново е разделена на окръзи: Еревански, Кировакански и Ленинакански, но още през май 1953 г. окръжното деление е премахнато като неефективно. С малки изменения районното деление е просъществувало в Армения до 7 ноември 1995 г., когато е въведено сега съществуващото деление на области (марзи), включващи бившите 36 района.
| №  | Област     | Бивши райони                                                                         |
| -- | ---------- | ------------------------------------------------------------------------------------ |
| 1  | Арагацотн  | Апарански, Арагацки, Аштаракски, Талински                                            |
| 2  | Арарат     | Араратски, Арташатски, Масиски                                                       |
| 3  | Армавир    | Баграмянски, Ечмиадзински (Вагаршапатски), Октемберянски (Армавирски)                |
| 4  | Гегаркуник | Вардениски, имени Камо (Гаварски), Красноселски (Чамбаракски), Мартунински, Севански |
| 5  | Котайк     | Абовянски, Наирийски (Егвардски), Раздански                                          |
| 6  | Лори       | Гугаркски, Калинински (Таширски), Спитакски, Степанавански, Туманянски               |
| 7  | Ширак      | Амасийски, Анийски, Артикски, Ахурянски, Гусакянски (Ашоцки)                         |
| 8  | Сюник      | Гориски, Кафански (Капански), Мегрински, Сисиански                                   |
| 9  | Тавуш      | Иджевански, Ноемберянски, Шамшадински                                                |
| 10 | Вайоц Дзор | Азизбековски (Вайкски), Ехегнадзорски                                                |